# 巨乳症
巨乳症（學名：Gigantomastia），亦作乳房肥大症，是一种乳房结缔组织病症，表现为乳房重量超过体重的3%。巨乳可能会导致肌肉不适以及皮肤表层的过度拉伸，进而可能导致皮肤溃疡。

## 参看

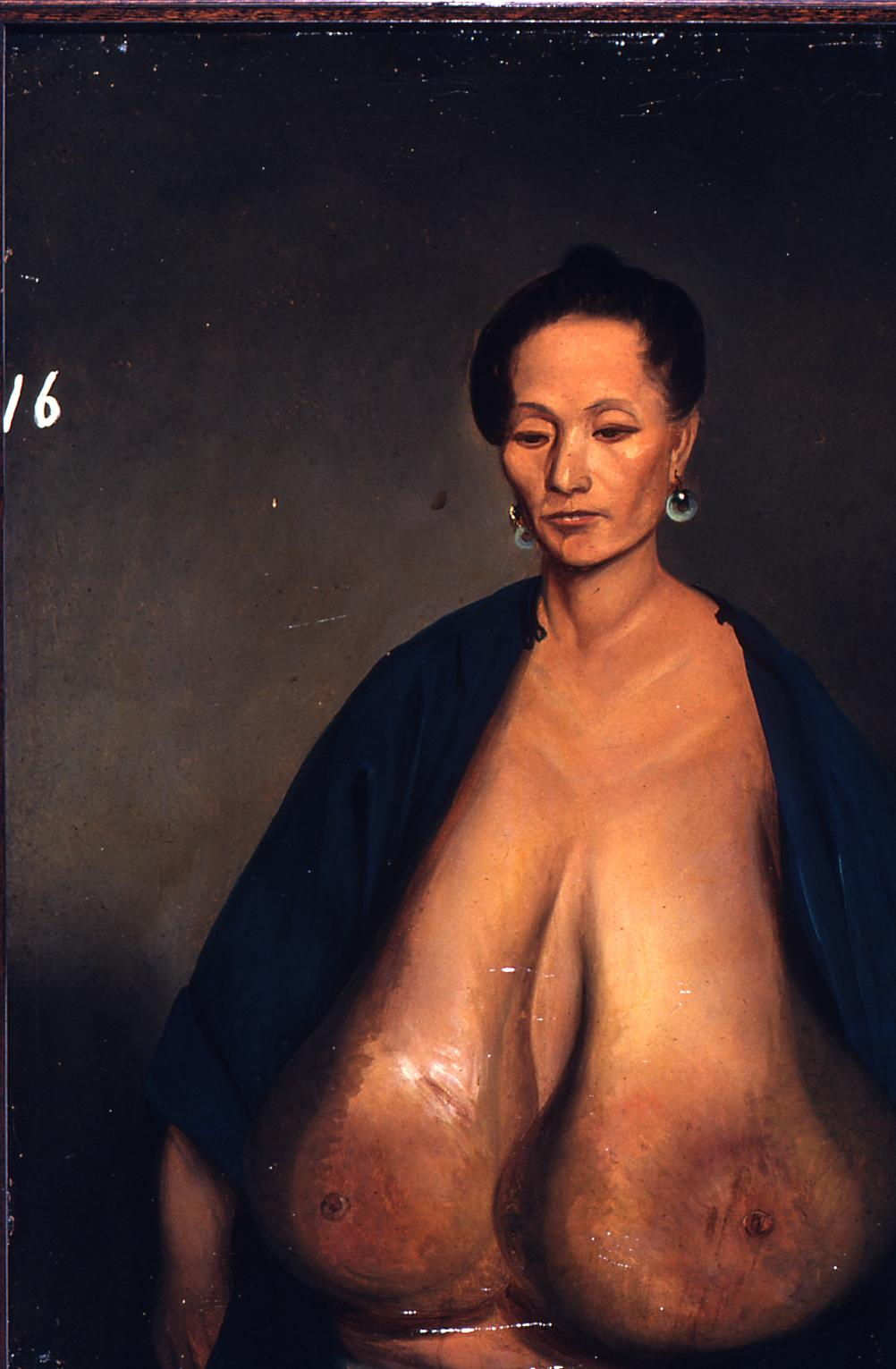
【清】關喬昌创作，一名1848年4月17日接受巨乳症手术的42岁Lu姓中国女子

- 巨乳